# Cinetorhynchus concolor
Cinetorhynchus concolor är en kräftdjursart som beskrevs av Okuno 1996. Cinetorhynchus concolor ingår i släktet Cinetorhynchus och familjen Rhynchocinetidae. Inga underarter finns listade i Catalogue of Life.